# The Oprah Conversation
The Oprah Conversation was een talkshow van Oprah Winfrey die oorspronkelijk beschikbaar was via de streamingdienst Apple TV+. Er zijn tussen 30 juli 2020 en 5 november 2021 in totaal 15 afleveringen opgenomen.
Op 15 juni kondigden Apple en Winfrey een meerjarige samenwerking aan, waarbij exclusieve afleveringen voor Apple zou worden gecreëerd. Bij de lancering van Apple TV+ in maart 2019 werden ook producties met Winfrey aangekondigd. Uiteindelijk werden op 30 juli 2020 de eerste afleveringen van The Oprah Conversation beschikbaar gemaakt, waarna er onregelmatig nieuwe afleveringen beschikbaar kwamen met een bekende gast voor iedere aflevering. 
In 2021 werd de serie beloond met een Critics' Choice Real TV Award voor Best Structured Series en een nominatie voor de NAACP Image Award Outstanding Talk Series.

## Afleveringen
| Aflevering | Titel                                                  | Gast                |                    |
| ---------- | ------------------------------------------------------ | ------------------- | ------------------ |
| 1          | "Uncomfortable Conversations with a Black Man: Part 1" | Emmanuel Acho       | July 30, 2020      |
| 2          | "Uncomfortable Conversations with a Black Man: Part 2" | Emmanuel Acho       | July 30, 2020      |
| 3          | "How to Be an Antiracist"                              | Ibram X. Kendi      | August 7, 2020     |
| 4          | "Bryan Stevenson"                                      | Bryan Stevenson     | August 14, 2020    |
| 5          | "Mariah Carey"                                         | Mariah Carey        | September 23, 2020 |
| 6          | "Caste: Part 1"                                        | Isabel Wilkerson    | October 9, 2020    |
| 7          | "Caste: Part 2"                                        | Isabel Wilkerson    | October 9, 2020    |
| 8          | "Matthew McConaughey"                                  | Matthew McConaughey | October 28, 2020   |
| 9          | "Stevie Wonder"                                        | Stevie Wonder       | November 6, 2020   |
| 10         | "Dolly Parton"                                         | Dolly Parton        | November 13, 2020  |
| 11         | "Barack Obama"                                         | Barack Obama        | November 17, 2020  |
| 12         | "Amanda Gorman"                                        | Amanda Gorman       | March 26, 2021     |
| 13         | "Eddie Murphy"                                         | Eddie Murphy        | April 9, 2021      |
| 14         | "Elliot Page"                                          | Elliot Page         | April 30, 2021     |
| 15         | "Will Smith"                                           | Will Smith          | November 5, 2021   |